# Yakovlev Yak-1
Lo Yakovlev Yak-1 (in russo Яковлев Як-1?) era un caccia/cacciabombardiere ad ala bassa progettato dall'OKB 115 diretto da Aleksandr Sergeevič Jakovlev e sviluppato in Unione Sovietica all'inizio degli anni quaranta.
Con le sue ali di legno e lo scheletro in tubi di acciaio, lo Yak-1 era un velivolo agile, maneggevole e, cosa altrettanto importante, di facile manutenzione e affidabile. Risultò il migliore caccia in servizio nelle Voenno-vozdušnye sily (V-VS), l'aeronautica militare sovietica, al tempo dell'operazione Barbarossa nel 1941, quando si ritrovò ad essere utilizzato contro la pressante azione bellica tedesca contribuendo, nei dodici mesi successivi, ad arginare l'avanzata degli invasori combattendo in una situazione strategica sfavorevole.
Tuttavia fu il caccia sovietico che, in assoluto, subì le perdite maggiori in combattimento contro la Luftwaffe.
Lo Yak-1 fu il capostipite di una famiglia di modelli che sarebbero stati prodotti, nel corso del conflitto, in più di 37 000 esemplari.

## Storia del progetto
Sul finire degli anni trenta del XX secolo, divenuta evidente l'obsolescenza dei caccia con motore radiale all’epoca in servizio (quali il monoplano Polikarpov I-16 ed i biplani I-15 e I-153) ed in considerazione dei venti di guerra che spiravano da qualche tempo in Europa, i responsabili della difesa sovietica chiesero con urgenza la realizzazione di un aereo da caccia di nuova generazione, caratterizzato da prestazioni complessive considerevolmente migliori rispetto a quelle degli aerei in servizio, da poter produrre in serie nel minor tempo possibile.
Secondo alcuni fin dagli ultimi mesi del 1938, Aleksandr Jakovlev (ben introdotto negli ambienti di vertice sovietici) aveva già discusso direttamente con Iosif Stalin della possibilità di realizzare un moderno aereo da caccia, promettendo di realizzarne un prototipo nell’arco di un anno. Egli ottenne pertanto la priorità assoluta e, unitamente al proprio staff, si gettò a capofitto nella realizzazione del progetto.
L’aereo fu pensato in quattro diverse varianti: quella denominata "I-26" era rappresentata da un aereo da caccia "tattico" da impiegare alle quote medio-basse; ad essa si affiancarono una variante da addestramento ("I-27"), una per un caccia d’alta quota ("I-28") ed una il cui armamento principale era costituito da cannoni ("I-30").
La realizzazione del progetto progredì speditamente, anche perché l’OKB di Jakovlev passò direttamente al completamento del prototipo, saltando la fase di mockup, agevolato rispetto ad altri OKB anche dai già sottolineati buoni rapporti con i vertici sovietici. In circa otto mesi dall’avvio del progetto, il prototipo del nuovo caccia effettuò le prove di rullaggio all’esterno dell’impianto di costruzione.
L'aereo così realizzato riprendeva concetti e componenti già sperimentati sull'addestratore acrobatico UT-1 realizzato pochi anni prima, così come risultava esteriormente influenzato dalle forme del Morane-Saulnier MS.406, evidentemente condizionato dall'impiego di motori dall'origine comune.
Ribattezzato internamente all'OKB "Bellezza" il prototipo "I-26" fu portato in volo per la prima volta il 13 gennaio del 1940 e fu il primo dei circa 8 700 esemplari costruiti e capostipite di una serie di modelli (in ordine cronologico: Yak-7, Yak-9 e Yak-3), usciti dalle catene di montaggio tra il 1940 ed il 1946 e destinati a lasciare una traccia importante nella storia dell'aviazione. Alla fine, come premio per la sua realizzazione, Jakovlev sarebbe stato decorato con l'Ordine di Lenin (la più alta decorazione concessa dall'Unione Sovietica), ed avrebbe ottenuto un premio di 100 000 rubli assieme ad un'automobile.

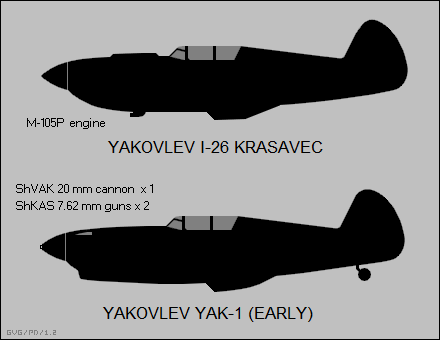
Confronto tra i profili del prototipo I-26 e dei primi Yak-1 di serie.

I primi risultati delle prove di volo furono tuttavia contrastanti: da un lato l’aereo si presentava maneggevole, docile ai comandi, semplice nella manutenzione e veloce quasi quanto stimato nei calcoli progettuali; per contro emersero problemi di surriscaldamento del motore, di scarsa robustezza della struttura alare e di inadeguato funzionamento dei sistemi di bloccaggio del carrello d'atterraggio. Proprio all’inadeguata robustezza strutturale del sistema di ritrazione del carrello fu attribuita la causa dell’incidente occorso il 27 aprile del 1940, in occasione del 43° volo del primo prototipo, che costò la vita al pilota collaudatore Ûlian Ivanovič Piontkovskij. I test proseguirono con il secondo prototipo che, già ultimato, fu riportato in fabbrica per le opportune modifiche. Le prove del secondo prototipo svolte dal costruttore furono relativamente brevi, perché già il 1º giugno l'aereo fu affidato al "NII VVS KA"  per le prove di accettazione.
In ogni caso le prove presso le strutture della V-VS erano state precedute (nel mese di maggio) dalla direttiva governativa che richiedeva la produzione in serie su larga scala dell'I-26; questo fatto, senza precedenti nelle procedure di accettazione degli aerei da combattimento sovietici, con ogni probabilità non era da ascrivere solo alle capacità diplomatiche di Jakovlev, ma anche alla perizia dimostrata dai vertici militari nell'intuire le potenzialità del mezzo ed alla loro abilità nel correre un rischio calcolato accorciando, in tal modo, i tempi di sviluppo del nuovo caccia.
Un primo lotto di undici velivoli fu realizzato a scopo valutativo: sostanzialmente ogni esemplare prodotto differiva da quello precedente poiché l'esperienza progressivamente maturata nel corso delle prove veniva messa a frutto al più presto; il primo di questi aerei fu portato in volo il 7 giugno del 1940 e tutti gli esemplari compirono una serie intensiva di prove presso l'11° IAP. La produzione in serie, avviata nel maggio del 1940, stentò in un primo tempo a garantire un elevato numero di aerei completati, tanto che alla fine dell'anno 1940 furono solamente sessantaquattro gli I-26 (la cui designazione era nel frattempo definitivamente in Yak-1, secondo il nuovo sistema adottato nel dicembre del 1940) presi in carico dalle autorità militari.
All'avvio dell'Operazione Barbarossa l'aviazione sovietica aveva in servizio 399 caccia Yak-1, affiancati da altri caccia moderni quali il MiG-1 e il LaGG-1 ma molti furono distrutti a terra per l'inatteso sviluppo degli eventi mentre molti dei reparti erano nel pieno delle attività di addestramento con i nuovi aerei e, pertanto, carenti di piloti esperti e pronti al combattimento.
Malgrado lo Yak-1 fosse considerato dalla Luftwaffe il più pericoloso dei caccia sovietici operativi sul fronte orientale, si trattava per altro di un velivolo ancora in piena fase di sviluppo e molte delle criticità riscontrate dai piloti emersero direttamente nel corso delle missioni operative; in particolare il carrello d'atterraggio ed il motore M-105P costituivano all'epoca le maggiori fonti di preoccupazione per gli equipaggi.
Nel corso del 1941 lo Yak-1 fu interessato ad alcuni considerevoli cambiamenti: in primo luogo, a partire dall'estate, gli aerei cominciarono ad uscire dalle linee di montaggio dotati dei motori M-105PA (invariati nella potenza erogata, ma rinforzati nel basamento e nelle bielle); all'inizio dell'autunno l'armamento fu integrato con l'impiego di sei proiettili a razzo RS-82 (tre sotto ogni semiala), mentre poco dopo furono introdotte modifiche al carrello ed agli impianti di bordo. Più o meno in contemporanea venne approntata anche una versione invernale dello Yak-1, caratterizzata dal carrello dotato di sci al posto delle classiche ruote e da accorgimenti destinati a renderne più facile l'impiego nel rigido clima dell'inverno russo: il fluido refrigerante dei radiatori fu integrato con glicole, l'olio degli impianti lubrificanti fu diluito con benzina mentre fu utilizzata una copertura del vano motore di spessore più elevato. Infine gli aerei furono ricoperti di una soluzione lavabile di colla e gesso impiegata per nascondere la colorazione estiva e rendere i velivoli meno visibili nell'ambiente innevato. Nel complesso, tuttavia, queste modifiche appesantirono gli aerei, riducendone le prestazioni sia in termini di velocità massima che di tempi di salita in quota.
Dalla primavera del 1942 furono però realizzati alcuni esemplari "alleggeriti", inizialmente a titolo sperimentale, dotati di venticinque modifiche espressamente studiate per consentire un significativo risparmio nel valore del peso complessivo; le modifiche di maggior rilievo riguardarono la rimozione di due mitragliatrici e dei relativi serbatoi di munizioni e l'impiego di rivestimenti autosigillanti nei serbatoi di carburante, in sostituzione del precedente sistema che prevedeva un impianto per l'immissione nei serbatoi progressivamente svuotati dal carburante, di un gas non infiammabile. Il risparmio di peso complessivamente ottenuto raggiunse i 162 kg, garantendo agli aerei una velocità massima leggermente più elevata ma permettendo di migliorarne in modo apprezzabile la manovrabilità in verticale. Per contro la rinuncia all'armamento più leggero non diminuì l'efficacia dell'aereo in quanto il maggior numero di successi degli Yak-1 era garantito dall'utilizzo del cannone frontale. I risultati della sperimentazione furono tuttavia destinati allo sviluppo di altri modelli, in particolare lo Yak-3, mentre si decise di non modificare la versione già in produzione dello Yak-1.
In tema di risparmio del peso e di recupero delle prestazioni velocistiche ebbe impatto negativo la decisione, presa in ambito governativo (sempre nella primavera del 1942), di realizzare una versione cacciabombardiere dello Yak-1: a tale scopo furono eliminati gli agganci subalari per i proiettili a razzo RS-82, sostituiti da rastrelliere per bombe (una per semiala) in grado di trasportare bombe per un peso totale massimo di 200 kg (FAB-25, FAB-50 oppure FAB-100). La modifica, che incideva sulle prestazioni del caccia già per il solo effetto aerodinamico determinato dalla presenza della rastrelliera (cui si aggiungeva l'incremento del peso dovuto alle bombe), non risultò gradita ai piloti ma venne in ogni caso mantenuta su tutti gli esemplari realizzati, fino al termine della produzione di serie.
Nei mesi successivi l'evoluzione dello Yak-1 proseguì sotto diversi aspetti, facendone il più efficace modello di caccia sovietico (per quanto non ancora all'altezza degli aerei della Luftwaffe). Fu modificato l'armamento, riviste le prese d'aria e i condotti di scarico del motore e modificato il ruotino posteriore del carrello d'atterraggio. Le modifiche più sostanziali riguardarono però la cabina di pilotaggio (che adottò un cupolino suddiviso in tre pezzi, completamente trasparente che garantì maggiore visibilità posteriore anche in virtù del contemporaneo abbassamento della parte superiore della fusoliera) e il motore. In questo caso si passò ad impiegare la variante M-105PF dopo l'infelice tentativo di utilizzare il Klimov M-106. Queste ultime modifiche portano alcune delle fonti bibliografiche a definire il modello Yak-1B oppure Yak-1M ma senza che vi sia indicazione circa denominazioni ufficialmente attribuite dalle autorità sovietiche.

## Tecnica

### Cellula
Lo Yak-1 era costruito mantenendo la soluzione della struttura "mista", già impiegata in precedenza nella realizzazione degli aerei da competizione progettati da Aleksandr Jakovlev: la fusoliera era costituita da un traliccio d'acciaio con la parte anteriore rivestita in duralluminio mentre la sezione posteriore era rivestita in legno (altra fonte indica compensato) ricoperto da tela; le ali erano interamente in legno e realizzate in un singolo pezzo (con conseguenze poco gradite in termini di trasporto e di manutenzione presso i reparti di volo). Tutte le superfici di controllo (nelle ali e nell'impennaggio) furono realizzate in duralluminio con rivestimento in tela .
La cabina di pilotaggio era inizialmente annegata nella fusoliera: la linea della "schiena" dello Yak-1 arrivava all'estremità superiore del cupolino, costituito da tre elementi di cui quello centrale scorrevole all'indietro. Una modifica realizzata direttamente sul campo consistette nella riduzione del diametro della parte posteriore della fusoliera dello Yak-1 consentendo, mediante l'abbassamento della "schiena", di realizzare uno dei primi cupolini "a goccia" che permetteva ai piloti una migliore visibilità posteriore. Questa modifica fu particolarmente apprezzata e ben presto introdotta come standard di serie.
Il carrello d'atterraggio era di tipo classico e retrattile, caratterizzato dalla carreggiata piuttosto ampia; le gambe principali incorporavano un sistema con ammortizzatori oleopneumatici e si ritraevano verso il centro del velivolo trovando alloggiamento nello spessore alare; il portello di chiusura era separato in due elementi. Inizialmente il ruotino di coda era retrattile e mobile, ma in un secondo momento fu reso fisso e non sterzante. La soluzione con ruotino retrattile (ma dotato di sportelli non richiudibili) fu ripresa e resa definitiva negli esemplari identificati come Yak-1M/Yak-1B.
Durante il primo inverno di guerra gli Yak-1 prodotti furono dotati di equipaggiamento specificamente studiato per l'impiego in condizioni di bassa temperatura e da piste innevate; fu quindi realizzato un apposito carrello retrattile dotato di sci al posto delle ruote che permettevano all'aereo di non rimbalzare e, grazie all'incremento della lunghezza delle gambe, di ridurre considerevolmente il rischio di piantare il muso a terra durante l'atterraggio.

### Motore

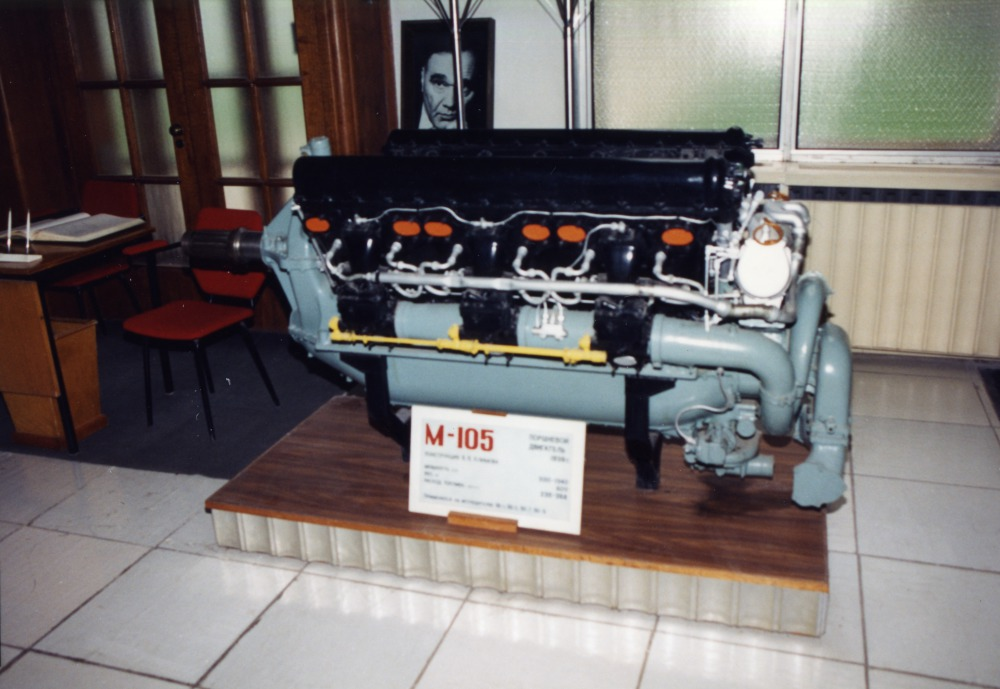
Un esemplare di motore Klimov M-105.

Quando lo Yak-1 era ancora in fase di progetto, vi era l'intenzione di equipaggiarlo con il motore a 12 cilindri a V raffreddato a liquido M-106 (in seguito denominato Klimov VK-106); era inoltre previsto che nella successiva fase di sviluppo si sperimentasse l'impiego del motore M-105 (unità dotata di sovralimentazione tramite compressore volumetrico) e, durante un ulteriore stadio evolutivo, fosse installato il più recente Klimov VK-107 (all'epoca ben lontano dalla fase di produzione in serie).
Nella realtà dei fatti l'OKB 115 dovette fare i conti con i problemi nella fase di collaudo del motore VK-106, che non gli consentirono di superare lo stadio di prototipo, e con la lunga fase di sviluppo che permise al VK-107 di passare alla produzione di serie solamente sul finire della guerra. Lo Yak-1 fu quindi motorizzato, fino alla fine della propria vita operativa, dal Klimov M-105: si trattava di un motore V12 raffreddato a liquido dalla cilindrata di 35,1 L frutto dello sviluppo, curato da Vladimir Yakovlevich Klimov, del motore M-100 (copia costruita su licenza del motore franco-spagnolo Hispano-Suiza 12Y).
La prima versione, M-105P, montata sugli aerei di serie era in grado di sviluppare circa 1 050 CV (770 kW) di potenza, ma ben presto gli Yak-1 ricevettero la variante M-105PA che, invariata nella potenza erogata, risultava modificata nel basamento e nelle bielle con apprezzabile miglioramento in termini di affidabilità. A partire dall'estate del 1942 gli Yak-1M/1B furono equipaggiati con la versione M-105PF che garantì ai velivoli prestazioni migliori, potendo erogare la potenza di circa 1 200 CV (880 kW).

### Sistemi e impianti
La produzione in serie dello Yak-1 fu interessata da un progressivo miglioramento delle caratteristiche dei velivoli, grazie anche all'introduzione di nuovi impianti ed accessori utili, se non addirittura fondamentali, al miglior utilizzo degli aerei nelle missioni di combattimento.
I primi apprezzabili camibiamenti furono introdotti sul finire del 1941 e riguardarono l'installazione di una luce d'atterraggio nel bordo d'entrata dell'ala sinistra (i primi aerei usciti dalle catene di montaggio ne erano completamente privi) e l'impiego di un sistema di riempimento dei serbatoi di carburante con gas di scarico inerti (debitamente raffreddati), sistema che in un secondo tempo fu soppresso.
Particolarmente contrastato fu l'impiego dell'apparato radio di bordo: i primi 1 000 esemplari ne erano del tutto sprovvisti; la loro installazione divenne frequente a partire dalla primavera 1942 ed obbligatoria dall'agosto 1942; secondo altra fonte, già dalla fine tutti gli aerei erano dotati di apparati riceventi e solamente uno ogni dieci di completi apparati ricetrasmittenti RSI-4; il ritardo nell'utilizzo dell'impianto di comunicazione radio viene attribuito alla scarsa affidabilità delle apparecchiature che le rendevano un inutile aggravio di peso.
Con la comparsa della variante Yak-1M/1B fu introdotto il comando elettrico per il rilascio dei carichi offensivi, che sostituì il precedente sistema pneumatico comandato da cavi metallici.

### Armamento
Il progetto dell'I-26 prevedeva che l'armamento fosse costituito da un cannone ShVAK calibro 20 mm, sparante attraverso il mozzo dell'elica, e da quattro mitragliatrici ShKAS calibro 7,62 mm disposte due per lato del muso, una al di sopra ed una al di sotto del motore, sincronizzate per sparare attraverso il disco dell'elica, tuttavia il primo prototipo non fu dotato di armi, al fine di velocizzarne l'approntamento e portarlo in volo quanto prima possibile.

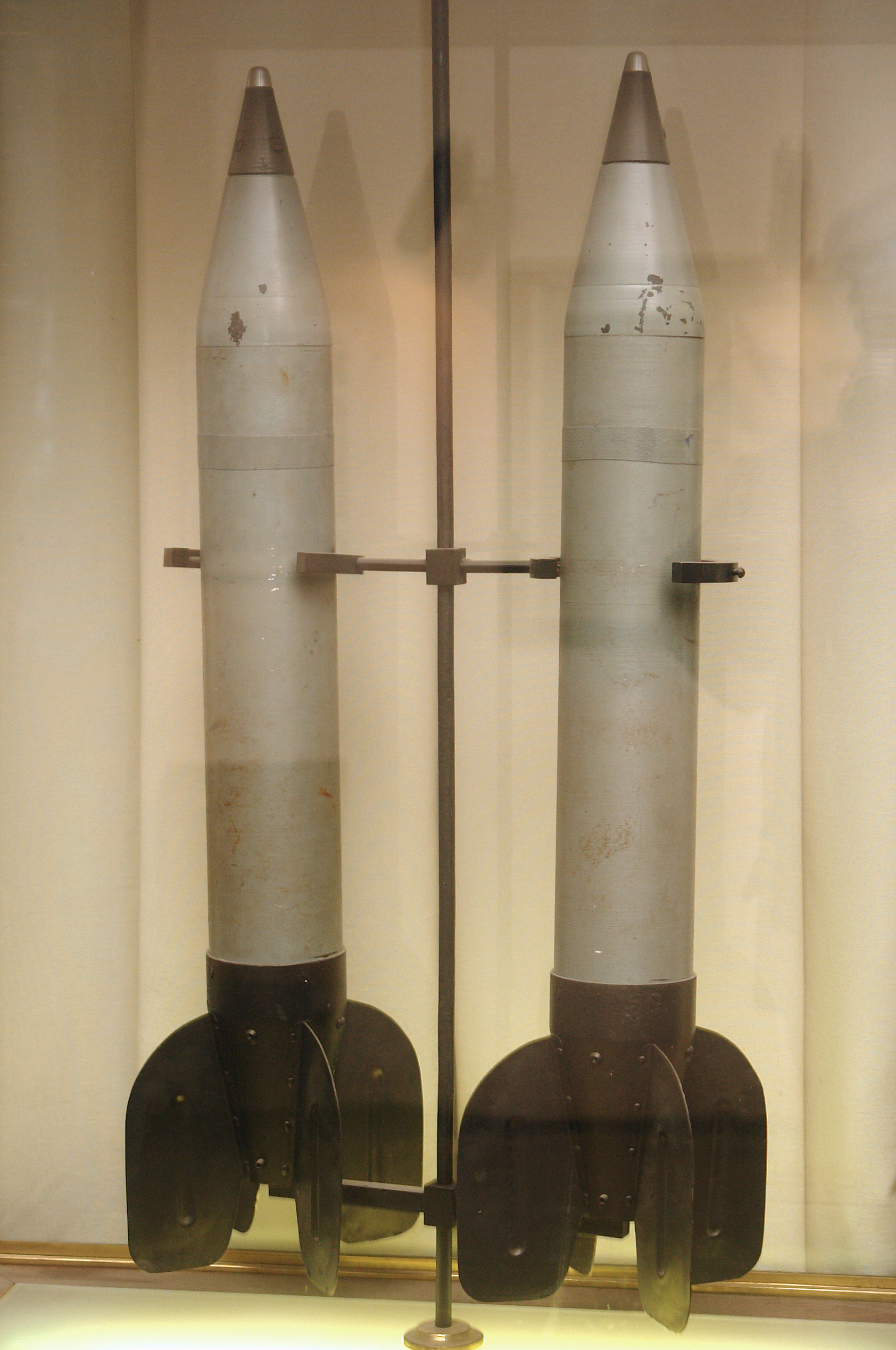
Due proiettili a razzo del tipo RS-82.

Il secondo prototipo fu equipaggiato con il cannone ShVAK, con serbatoio contenente 120 proiettili, e le due mitragliatrici ShKAS superiori, con 380 proiettili ciascuna; le due mitragliatrici inferiori non furono installate; gli organi di mira prevedevano un apparato a riflessione di tipo PBP-1. La dotazione di munizioni fu incrementata rispettivamente a 135 proiettili per il cannone e 750 per ciascuna mitragliatrice nel terzo prototipo, ultimato nel mese di settembre del 1940; quest'ultima fu anche la configurazione utilizzata per la produzione in serie.
Numerosi degli Yak-1 impiegati nei combattimenti attorno a Mosca nell'autunno del 1941 furono equipaggiati con sei proiettili a razzo RS-82 utilizzati sia nel combattimento aria-aria (anche contro le formazioni dei bombardieri nemici), sia per gli attacchi contro bersagli al suolo. Un ordine del 12 maggio del 1942, accolto con rammarico sebbene volto a preservare le prestazioni nel combattimento ravvicinato (in particolare contro i Messerschmitt Bf 109F), determinò la dismissione di queste munizioni per gli Yak-1. Negli stessi giorni di maggio del 1942 gli Yak-1 furono destinati ad operare come cacciabombardieri ed equipaggiati con rastrelliere per il trasporto di bombe (una per ogni semiala); le bombe utilizzabili variavano dai 25 ai 100 kg di peso ciascuna.
Negli esemplari identificati come Yak-1M/1B le due mitragliatrici ShKAS furono rimpiazzate da una singola Berezin UBS dotata di 200 proiettili; negli esemplari prodotti a partire dal mese di marzo del 1943 i serbatoi per le munizioni furono ampliati, per consentire di alloggiare 140 proiettili per il cannone ShVAK e 240 per la mitragliatrice UBS. Il sistema di puntamento, dimostratosi inaffidabile, fu sostituito da un semplice mirino ad anello del tipo VV-1.

## Impiego operativo
Allo scoppio della grande guerra patriottica, l'industria sovietica aveva prodotto 425 Yak-1, ma il 22 giugno 1941, primo giorno dell'invasione tedesca, soltanto 92 macchine erano operative nei distretti militari occidentali e la maggior parte fu distrutta dalla Luftwaffe nei primissimi giorni di guerra.
I primi combattimenti rivelarono che lo Yak-1 era migliore del Bf 109E, ma inferiore al Bf 109F, il suo principale avversario. Il caccia russo era più lento ed inferiore in velocità di salita a tutte le quote. Sebbene potesse completare un cerchio alla stessa velocità del Bf 109, la mancanza di automatismi rendeva il duello aereo un affare complicato per lo Yak-1, richiedendo al pilota una notevole concentrazione (un Bf 109, con i suoi slat automatici, aveva una velocità di stallo inferiore ed era più stabile in virate strette e in figure acrobatiche sul piano verticale).
Il suo armamento era troppo leggero ma per ridurre il peso, furono fatte modifiche sia su aerei al fronte, sia su una trentina di macchine di serie: le mitragliatrici ShKAS calibro 7,62 mm furono rimosse, lasciando solo il singolo cannone ShVAK. Questi aerei alleggeriti erano molto apprezzati dai piloti più esperti, per i quali una riduzione dell'armamento era accettabile: i combattimenti nel novembre 1942 rivelarono un assai più favorevole rapporto perdite/vittorie. Inoltre, nell'autunno del 1942, apparve lo Yak-1B equipaggiato con il più potente motore M-105P e una singola mitragliatrice UBS da 12,7 mm, invece delle due ShKAS. Sebbene l'impiego di un'unica mitragliatrice pesante non incrementasse molto il volume di fuoco, la UBS si dimostrò più efficace della coppia di mitragliatrici dal calibro di un fucile. Inoltre sullo Yak-1 il collimatore PBP fu rimosso – a causa della pessima qualità delle ottiche – e sostituito con il precedente, più semplice, modello VV, ad anello.
Così modificato, lo Yak-1 risultò molto gradito ai piloti. Per il pilota sovietico Nikolai G. Golodnikov, nel complesso, considerate le sue caratteristiche tattiche e tecniche, lo Yak-1B era al livello del Messerschmitt Bf 109G.
I piloti volontari francesi del celebre Groupe Normandie-Niémen della Francia libera, quando il reparto fu formato, nel marzo 1943, selezionarono proprio lo Yak-1, nella versione -1M, con tettuccio "a goccia" e fusoliera posteriore ribassata. L'unità francese ebbe il suo primo scontro il 5 aprile 1943, volando da Poltriani-Zavod, a sudovest di Mosca. Ma i francesi ebbero le loro prime perdite appena otto giorni dopo, quando tre Yak-1 furono abbattuti durante uno scontro con alcuni Focke-Wulf Fw 190, di tre dei quali fu rivendicato l'abbattimento. Grandi vittorie si alternavano a cocenti sconfitte. Il 22 settembre 11 Yak “francesi” sorpresero un Gruppe di Junkers Ju 87 Stuka non scortato da caccia e ne abbatterono 9 senza perdite. Ma durante la battaglia aerea di Smolensk nove piloti francesi furono uccisi e due feriti gravemente. Nel corso della prima campagna di Russia, il Normandie-Niémen perse 23 piloti e rivendicò 72 abbattimenti.
Lo Yak-1 fu anche l'aereo di Lidija Litvjak, la donna pilota da caccia più famosa di tutti i tempi. La Litvyak pilotava una versione “base” (completa di asta dell'antenna) dello Yak-1, identificata dal numero “44 giallo”. Prestò servizio nell'unità 296.IAP che poi divenne il 73.Gv.IAP, nel maggio 1943. La Litvjak fu abbattuta ed uccisa in combattimento il 1º agosto 1943 a 22 anni, dopo almeno 11 vittorie individuali e tre di gruppo.
La mimetizzazione invernale dei caccia russi era praticamente bianca; spesso erano montati sci retrattili, che tuttavia limitavano le prestazioni in volo. Questo faceva sì, assieme ad altri problemi di produzione, che le prestazioni dei caccia russi fossero spesso inferiori ai valori dichiarati, nonostante la piccola differenza tra peso a vuoto e a pieno carico.
I caccia tedeschi d'inverno erano praticamente bloccati a terra, non essendo forniti di sci al posto del carrello d'atterraggio.
L'importanza di questo modello nella seconda guerra mondiale è spesso sottovalutato. Le convenzioni sovietiche per la denominazione degli aerei nascondono il fatto che lo Yak-1 ed i suoi successori — Yak-7, Yak-9 e Yak-3 — erano essenzialmente lo stesso modello, come per le numerose versioni dello Supermarine Spitfire o del Messerschmitt Bf 109. E se gli Yak fossero considerati un unico modello, i 37 000 velivoli prodotti ne farebbero l'aereo da caccia costruito nel maggior numero di esemplari della storia. Le perdite furono in proporzione le più alte tra tutti i modelli di caccia impiegati dall'Unione Sovietica, sia nazionali, sia stranieri. Tra il 1941 e il 1945 ammontarono a 3 336 aerei, 325 nel 1941, 1 301 l'anno seguente, 1 056 nel 1943, 575 nel 1944 e 79 nei primi quattro mesi del 1945.

## Utilizzatori
Francia libera

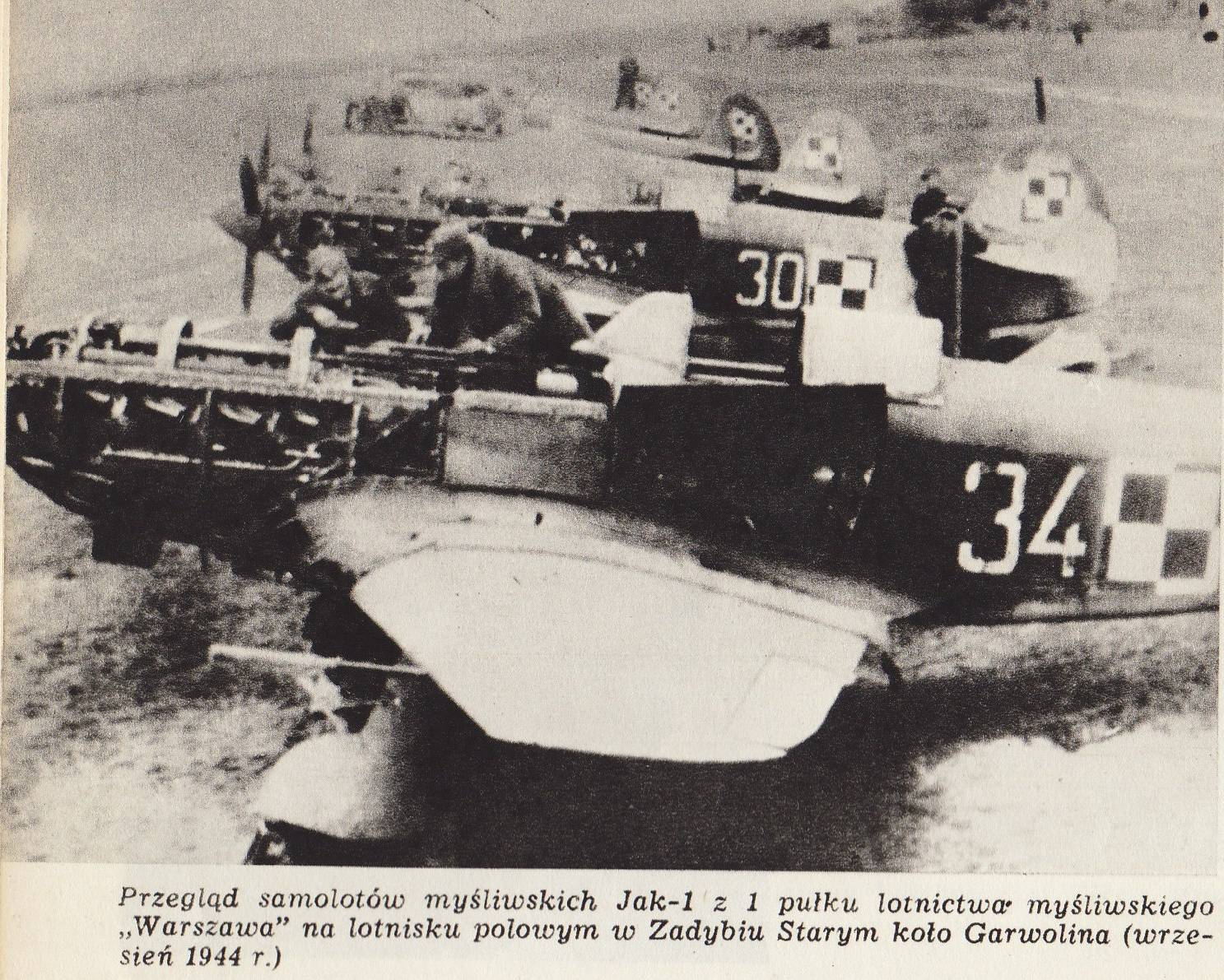
Yak-1 in livrea polacca.

- Forces aériennes françaises libres
  - Normandie-Niémen

 Jugoslavia
- Jugoslovensko ratno vazduhoplovstvo i protivvazdušna odbrana

 Polonia
- Siły Powietrzne

 Unione Sovietica
- Sovetskie Voenno-vozdušnye sily

## Velivoli comparabili
Stati Uniti
- Curtiss P-40

 Unione Sovietica
- Lavochkin Gorbunov Gudkov LaGG-3

 Italia
- Macchi M.C.202

 Germania
- Messerschmitt Bf 109

 Regno Unito
- Supermarine Spitfire

### Annotazioni
1. ↑  La denominazione del "costruttore" risulta scritta in modo diverso da quella del "progettista" poiché nel secondo caso la traslitterazione del cognome è effettuata secondo il sistema "ISO 9", impiegato come standard convenzionale nelle pagine di Wikipedia in lingua italiana.
2. ↑  La sigla «I» indica un aereo da caccia, dal russo «Истребитель», traslitterato «Istrebitel’».
3. ↑  In russo «Красавец», traslitterato «Krasavec».
4. ↑  In russo «Научно-Исследовательский Институт Военно-Воздушных Сил Красной Армии», traslitterato «Naučno-Issledovatel’skij Institut Voenno-Vozdušnyh Sil Krasnoj Armii», cioè «Istituto di ricerca dell'aeronautica militare dell'Armata Rossa»
5. ↑  Dal russo «Istrebitel’nyi Aviacionnyj Polk», cioè «Reggimento Aereo da Caccia».
6. ↑  «Фугасные Авиабомбы», traslitterato in «Fugasnye Aviabomby»: «bomba aeronautica ad alto potenziale»
7. ↑  Dal russo «М-105ПФ» dove «Форсированный», traslitterato in «Forsirovanny» e tradotto letteralmente «Forzato», sta a indicare lo sforzo per migliorarlo.

### Fonti
1. ↑  Yak-1, in www.yak.ru.
2. ↑  Яковлев Як-1, in www.airwar.ru.
3. ↑  Snedden, 1997, p. 71.
4. ↑  Bergström 2008, p. 132.
5. 1 2  Matricardi, 2006, p. 77.
6. 1 2  Gunston, 1998, p. 88.
7. 1 2  Ethell, 1995, p. 163.
8. 1 2  Gordon e Khazanov, 2002, p. 3.
9. 1 2 3  Gordon, Kommissarov e Kommissarov, 2005, p. 68.
10. 1 2  Stapfer, 1986, p. 4.
11. ↑  Gunston e Gordon, 1997, p. 60.
12. 1 2 3 4 5  Gordon e Khazanov, 2002, p. 5.
13. 1 2  L'Aviazione, 1988, p. 238.
14. ↑  Yakovlev Yak 1, in www.century-of-flight.net.
15. ↑  Angelucci e Matricardi, 1977, p. 239.
16. 1 2 3  Gordon e Khazanov, 2002, p. 10.
17. ↑  Gordon e Khazanov, 2002, p. 11.
18. ↑  Gordon, Kommissarov e Kommissarov, 2005, p. 70.
19. 1 2  Gunston e Gordon, 1997, p. 67.
20. ↑  Gordon e Khazanov, 2002, p. 13.
21. ↑  Gordon, Kommissarov e Kommissarov, 2005, p. 72.
22. ↑  Gordon, Kommissarov e Kommissarov, 2005, p. 73.
23. ↑  Stapfer, 1986, p. 5.
24. 1 2 3  Gordon, Kommissarov e Kommissarov, 2005, p. 74.
25. 1 2 3 4 5 6 7  Gunston e Gordon, 1997, p. 68.
26. 1 2  Gordon, Kommissarov e Kommissarov, 2005, p. 75.
27. 1 2  Gordon e Khazanov, 2002, p. 28.
28. 1 2 3  Gordon e Khazanov, 2002, p. 29.
29. ↑  Gordon e Khazanov, 2002, p. 30.
30. ↑  I-26 / YAK-1, in www.airvectors.net.
31. ↑  Gunston e Gordon, 1997, p. 71.
32. 1 2 3 4 5  Gunston e Gordon, 1997, p. 69.
33. 1 2  Stapfer, 1986, p. 12.
34. 1 2 3  Gunston e Gordon, 1997, p. 61.
35. ↑  Stapfer, 1986, p. 10.
36. ↑  Gordon e Khazanov, 2002, p. 21.
37. 1 2 3  Gordon e Khazanov, 2002, p. 7.
38. ↑  Stapfer, 1986, p. 11.
39. 1 2 3 4  Drabkin, 2007, p. 146.
40. 1 2 3  Gordon e Khazanov, 2002, p. 19.
41. 1 2 3  Gunston e Gordon, 1997, p. 62.
42. ↑  Gordon e Khazanov, 2002, p. 23.
43. ↑  Williams e Gustin, 2003, p. 113.
44. ↑  Drabkin, 2007, p. 135.
45. ↑  Gunston, 1980, p. 203.
46. ↑  Morgan, 1999, pp. 22-23.
47. ↑  Morgan, 1999, p. 31.
48. ↑  Bergström, 2008, p. 132.

### Pubblicazioni
- (EN) Hans Heiri-Stapfer, Yak Fighter, collana Aircraft In Action, vol. 78, Carrollton (TX) - USA, Squadron/Signal publications, 1986, ISBN 0-89747-187-3.